# Гьертсен, Торгиль
Торгиль Эвре Гьертсен (норв. Torgil Øwre Gjertsen; 12 марта 1992 года, Тронхейм) — норвежский футболист, играющий на позиции нападающего. Ныне выступает за норвежский клуб «Кристиансунн».

## Клубная карьера
Торгиль Гьертсен начинал свою карьеру футболиста в 2011 году в клубе «Стриннхейм», играя за него в норвежских низших лигах. С начала 2014 года он представлял команду Первого дивизиона «Ранхейм». В конце июля 2017 года Гьертсен перешёл в клуб Элитсерии «Кристиансунн». 5 августа того же года он дебютировал на высшем уровне, выйдя в основном составе в гостевом матче с «Русенборгом». Спустя месяц Гьертсен забил свой первый гол в рамках Элитсерии, отметившись в домашнем поединке против «Тромсё».